# Julio Curatella
Julio Pedro Curatella, argentinski veslač, * 27. februar 1911, † 1995, Buenos Aires, Argentina.
Curatella je za Argentino nastopil na Poletnih olimpijskih igrah 1936 v Berlinu in tam v dvojcu brez krmarja osvojil bronasto medaljo. Dvanajst let kasneje je nastopil tudi na Poletnih olimpijskih igrah 1948, kjer je veslal v argentinskem četvercu brez krmarja, ki pa je bil izločen v repesažu.